# Serafina en de zwarte mantel
 Serafina en de zwarte mantel  (oorspronkelijke Engelse titel: Serafina and the Black Cloak) is een jeugdboek geschreven door de Amerikaan Robert Beatty. Het is het eerste deel van de Serafina-reeks. Het boek is verschenen op 20 januari 2017. Het is vertaald uit het Engels door Mireille Vroege.

## Verhaal
Serafina woont met haar vader in het souterrain van een groot landhuis. Niemand weet dat ze daar wonen. Haar moeder is onbekend. 's Nachts zwerft Serafina rond in het landhuis. Op een dag ziet ze een vreemde man met een zwarte mantel. Hij neemt een meisje mee die in de mantel gezogen wordt. En iedere dag ontvoert hij een ander kind. Ondertussen wordt Serafina gezien door een jongen, Braeden. Ze worden vrienden. Hij moet ergens naartoe, en Serafina gaat stiekem mee. Maar de man met de zwarte mantel volgt en ontvoert een andere man die ook meeging. Braeden en Serafina overleven het. Even later  wordt Braeden gevonden, maar Serafina mag nog steeds niet gezien worden. Dus gaat ze lopend terug. Ze raakt verdwaald en belandt op een vreemde begraafplaats. Daar komt ze een bergleeuw tegen waar ze voor weg moet rennen. Uiteindelijk komt ze weer terug bij het landhuis. Serafina heeft een vermoeden wie de man met de mantel is en lokt hem naar de leeuw. Hij wordt verwondt door de leeuw en wanneer ze Serafina ziet lijken ze elkaar te herkennen. Daarna snijdt Serafina de mantel kapot. De kinderen die ontvoerd zijn, en nog veel meer mensen, verschijnen op de grond. Haar moeder is daar ook tussen. Het blijkt dat Serafina en haar familie half bergleeuw, half mens zijn. De bergleeuw bij de begraafplaats was haar moeder. Haar menselijke ziel was opgesloten in de mantel. Maar nu kan ze dus weer mens worden. Eindelijk terug in het landhuis is Serafina bekend. Sindsdien leeft ze niet meer in het geheim en bezoekt ze 's nachts vaak haar moeder